# Wolfgang Staehle
Wolfgang Staehle (* 1950 in Stuttgart) ist ein deutscher Künstler. Er lebt und arbeitet in New York.
Er hat an der Freien Kunsthochschule Stuttgart und an der School of Visual Arts in New York in den USA studiert. Seit Ende der 1980er Jahre arbeitet er mit Videoskulpturen. Anfang der 1990er Jahre gründete er in New York die Internetplattform The Thing, seitdem macht er vor allem netzbezogene Arbeit.

## Die Bilder vom 11. September 2001
Bekannt wurde Wolfgang Staehle vor allem wegen seiner Aufnahmen der Terroranschläge am 11. September 2001 auf das World Trade Center. Für den Zeitraum vom 6. September bis 6. Oktober plante er eine Installation in der New Yorker „Postmasters Gallery“. Er installierte drei Webcams, eine davon auf das Kloster Comburg nahe Schwäbisch Hall gerichtet, eine weitere auf dem Berliner Alexanderplatz und die dritte in New York. Die von den Webcams im Fünfsekundentakt produzierten Bilder sollten in Echtzeit auf Leinwände in der „Postmasters Gallery“ projiziert werden. Nahezu im Zentrum des Bildes der New Yorker Kamera lag das World Trade Center. Betreiber und Besucher der Gallery erlebten so die Terroranschläge des 11. Septembers 2001 live mit.
Die Bilder des Anschlages stellte Wolfgang Staehle nicht den Massenmedien zur Verfügung und übernahm sie in sein Archiv. Sie wurden erstmals während der von Paul Virilio organisierten Ausstellung „Ce qui arrive“ in der Pariser Fondation Cartier gezeigt. Die Ausstellung thematisierte unvorhersehbare Unfälle und Katastrophen, die in der hochtechnisierten Welt für Entsetzen sorgen.
Im Jahr 2005 zeigte der Hartware MedienKunstVerein in der Phoenixhalle die ruhigen, nahezu unbewegten Bilder, die eine Woche nach den Anschlägen entstanden. Auf die Nähe zum Ereignis verweisen nur das Fehlen der Doppeltürme des World Trade Center und die eingeblendete Uhrzeit sowie das Datum.

## Ausstellungen
- Kassel, documenta 10, 21. Juni – 28. September 1997
- Bremen, Kunsthalle Bremen, 11. August – 30. September 1990
- Kassel, Museum Fridericianum, 7. Oktober – 16. Dezember 1990
- New York, Postmasters Gallery, 6. September – 6. Oktober 2001
- Paris, Ce qui arrive, Fondation Cartier, 29. November 2002 – 30. März 2003
- Karlsruhe, Temporal values – von Minimal zu Video, ZKM, 20. Dezember 2003 – 18. April 2004
- Dortmund, Vom Verschwinden. Weltverluste und Weltfluchten, Phoenixhalle, 27. August – 30. Oktober 2005